# NOνA
NOνA（ノヴァ、NuMI Off-Axis νe Appearance）とは、フェルミ国立加速器研究所（フェルミラボ、Fermilab）の NuMI (Neutrinos at the Main Injector) から発せられるニュートリノを検出するよう設計された、素粒子物理学上の実験である。MINOS の後継として、NOνA は2つの検出器から成る。検出器のうち1つはフェルミラボ内に設置され（前置検出器、near detector）、もう1つはミネソタ州北部に設置されている（後置検出器、far detector）。NuMI から発せられたニュートリノは後置検出器に達するまでに地中を 810 km 進むことになるが、この間に起きたニュートリノ振動によるミューニュートリノから電子ニュートリノへの遷移を検出することが NOνA の主目標である。変化するニュートリノの数を観測することにより、次の3つを達成することが期待されている。
- PMNS 行列 θ13 の測定
- CP 非保存位相 δ の観測
- ニュートリノの質量階層性の決定

## 物理学上の目標

### 主目標
ニュートリノ振動は PMNS 行列およびニュートリノの質量固有状態間の質量2乗差によりパラメータ化される。ニュートリノの3つのフレーバーがニュートリノ混合に関わるものと想定すると、ニュートリノ振動に影響を与える6つの変数が導かれる。3つの角度 θ12, θ23, θ13 と CP 非保存位相 δ、そして3つの質量2乗差のうちの2つである。現在、これらのパラメータの値や相互の関係性を示唆するような強い理論的根拠は知られていない。
θ23 および θ12 はいくつかの実験により非零であることが観測されているが、θ13 については CHOOZ 実験の感度限界内では、その上限が得られたに留まっている。より近年では、2012年に大亜湾原子炉ニュートリノ実験において  θ13 が非零であることが 5.2σ の有意水準で観測された。その次の年には、T2K 実験により νμ → νe 遷移が観測され、7.3σ の有意水準で非検出仮説を棄却した。δ の測定はなされていない。二つの質量2乗差の絶対値は知られているが、片方がもう片方に比べて非常に小さいため、質量の順序は決定できていない。
NOνA は既存の検出器に比べて θ13 についての感度がオーダー1つ高くなる予定である。NOνA はフェルミラボの NuMI ビームに起きる νμ → νe 遷移を探索することにより θ13 を測定する。これが非零であることが NOνA により検出できたならば、δ と質量の順序を νμ → νe を観測することにより測定することができることになる。この遷移は、ニュートリノと反ニュートリノにおける振動を逆方向にしたものにあたるため、これを観測すれば δ を測定することができる。質量階層も、ニュートリノが地中を通過する際に振動する確率が MSW効果によりニュートリノと反ニュートリノで異なるため決定できる。

### 重要性
ニュートリノ質量と混合角は、知られている限りでは宇宙の基礎定数である。これらの定数の測定は物理学の理解のための基本的要求事項である。CP 非保存パラメータ δ の値を知ることにより、宇宙になぜ物質・反物質非対称性が存在するかについての理解が深まることが期待される。また、シーソー機構理論によれば、ニュートリノの微小な質量は我々のテクノロジーでは直接研究することのできない非常に重い粒子に関連しているとされる。したがって、ニュートリノの測定により間接的に極高エネルギー物理学を研究することができる。
現在我々が知る物理学の理論の範囲では、ニュートリノ混合角が特定の値をとるべき理由はない。しかし、3つのうち θ12 だけは最大でも最小でもないことが決定されている。もし NOνA による測定もしくはそれに続く未来の実験により θ23 が最大で θ13 が最小であることが示されれば、自然界に未知の対称性がまだあることが示唆されるかもしれない。

### 他の実験との関係性
NOνA は基線が非常に長いため、質量階層性問題を解決できる可能性がある。この実験は近い将来までに行われるであろう実験のうち、唯一この問題を解決できる可能性を持っている。ニュートリノ物性を精密測定しようとしている多くの計画中の実験が、その結果の解釈を NOνA の測定結果に依存することになる。
NOνA に類似の実験として、日本で行われている T2K 実験が挙げられる。NOνA と同様、この実験では θ13 と δ を計測することが意図されている。その基線は長さ 295 km あり、NOνA よりもエネルギーの低い、0.6 GeV のニュートリノを利用している。物質効果は低エネルギー領域になるほど、かつ基線が短いほど顕著でなくなるため、質量階層をこの実験で解決することはできないと考えられる。
理論上、質量階層性は無ニュートリノ二重ベータ崩壊過程の寿命に影響を与えるため、この実験も質量階層の理解に寄与すると考えられる。
原子炉実験により θ13 を測定することも可能である。この種の実験により δ や質量階層を計測することはできないが、混合角の測定はこれらのパラメータの知識と独立に行える。中国南部の大亜湾原子力発電所では、θ13 に支配される振動の最初の最大点に最適化された基線長 2 km の実験が行われている。

### 二次目標
物理学上の主目標に加えて、NOνA では既に測定済の振動パラメータの測定精度を向上させることもできる。MINOS と同様、NOνA はミューニュートリノの検出に適しているため、θ23 についての知識を深めることができる。
NOνA の前置検出器は、現状では精度良く知られてはいないニュートリノの反応断面積を測定するために使われる。この測定は、これも NuMI を使う MINERνA など、他の計画中の類似の実験を補うことになる。
銀河系内の超新星からのニュートリノを検出する能力もあるため、NOνA は超新星早期警報システムの一部を構成する。NOνA による超新星データとスーパーカミオカンデによるデータとの間の相関を取ることにより、これらのニュートリノの振動への物質効果を研究することができる。

## 設計
その物理学上の目標を達成するため、NOνA は元々はミューニュートリノからなる NuMI ビーム内にニュートリノ振動の結果として現われることが期待される電子ニュートリノを効率的に検出できる必要がある。
MINOS などの既往のニュートリノ実験は、地下に設置することにより宇宙線背景を低減させていた。しかし、NOνA は地表にあり、正確なタイミング情報と明確なビームエネルギーにより背景を低減させている。検出器は NuMI ビームの起点からおよそ 810 km の距離、ビーム中心軸から 14 ミリラジアン (12 km) 西に設置されている。この位置では、中心に設置するよりもさらに狭いエネルギー分布のビームを試料とすることができ、さらに背景の影響を低減させることができる。
二つの検出器の設計は細粒度液体シンチレータ検出器である。前置検出器はフェルミラボに設置され、振動前のビームを試料とする。後置検出器はミネソタ州北部に設置され、液体シンチレータで満たされたおよそ 500,000 個の 4 cm × 6 cm × 16 m セルで構成される。各セル内にはシンチレーション光を捕集するために裸の波長シフトファイバーケーブルループが浸されており、その両端は読み出し用アバランシェフォトダイオードにつながっている。

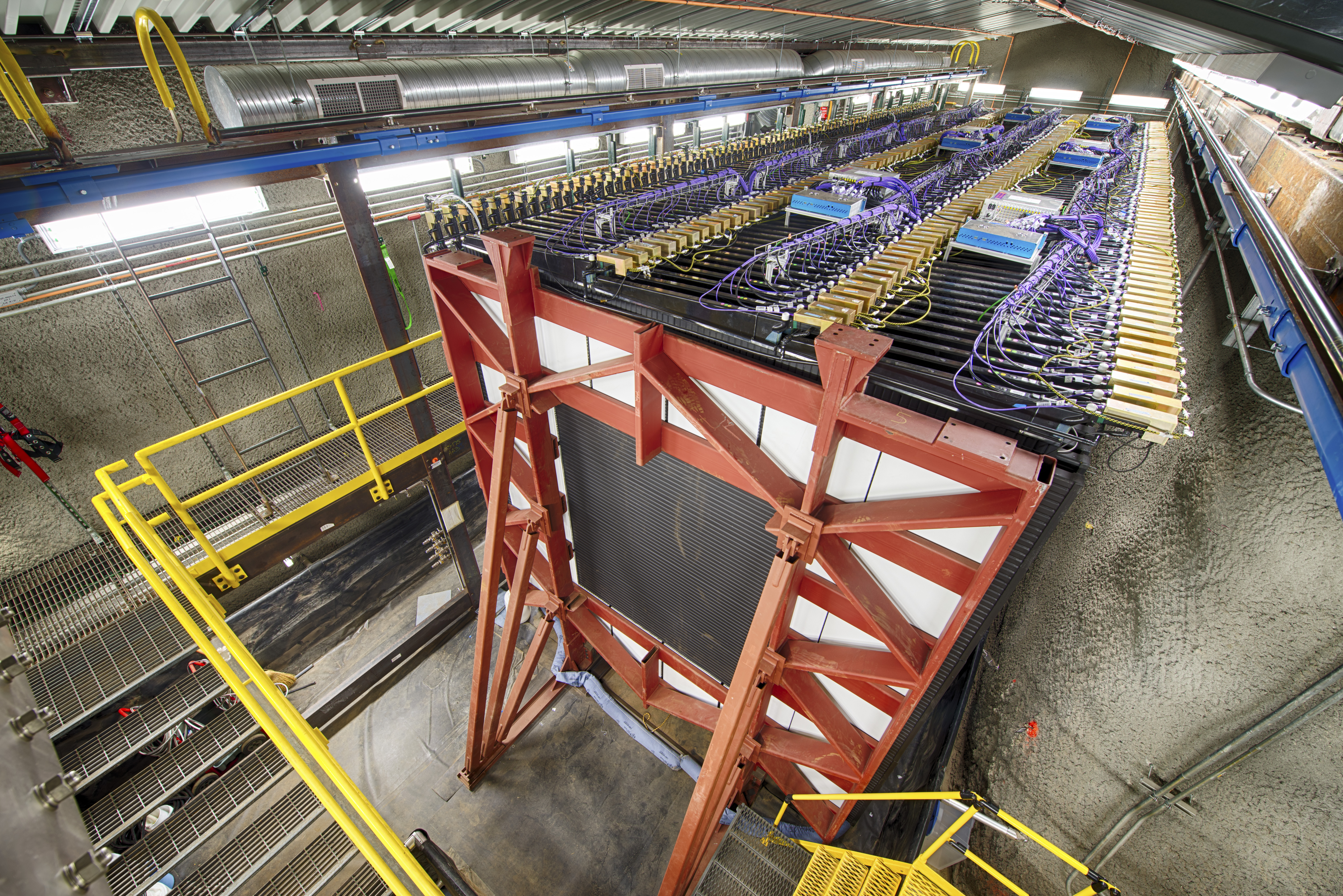
NOνA 前置検出器。Fermilab の web ページにはより多くの図が掲載されている。

前置検出器の設計はおおよそ同じであるが、質量は 1/200 である。この 222 トン検出器はシンチレータ充填セル平面186個（31平面6ブロック）と、その後ろのミューオン捕集器から成る。全ての平面は同一であるが、最初の6平面は排除領域として用いられる。すなわち、これらの内部を起点とする粒子シャワーはニュートリノに由来するものではないと考えられ、無視される。続く108個の平面は有効領域 (fiducial region)であり、これらの内部を起点とする粒子シャワーは観測対象のニュートリノ相互作用である。残りの72個は「シャワー封止領域」 (shower containment region)であり、有効領域を起点とする粒子シャワーの後部を観測する。最後部に、鉄板と10の液体シンチレータ活性平面を交互に並べた長さ 1.7 メートルの「ミューオン捕集器」領域が設置される。

## 協力体制
NOνA 実験には多数の研究機関に所属する科学者が関与する。様々な研究機関が様々な仕事を担っている。協力機関全体とそのサブグループは週ごとに電話会議を行い、年に数回直接会議を行う。2014年4月現在の参加機関は以下の通りである。
- アルゴンヌ国立研究所
- アテネ大学
- バナーラスヒンズー大学（英語版）
- カリフォルニア工科大学
- コーチン科学技術大学（英語版）
- チェコ科学アカデミー（英語版）物理学研究所
- プラハ・カレル大学数学・物理学部素粒子・原子核物理研究所
- シンシナティ大学
- チェコ工科大学
- デリー大学
- ドゥブナ合同原子核研究所
- フェルミ国立加速器研究所
- ゴイアス連邦大学（英語版）
- インド工科大学グワーハティー校（英語版）
- ハーバード大学
- インド工科大学ハイデラバード校（英語版）
- ハイデラバード大学（英語版）
- インディアナ大学
- アイオワ州立大学
- ジャンムー大学（英語版）
- レベデフ物理学研究所
- ミシガン州立大学
- ミネソタ大学クルックストン校（英語版）
- ミネソタ大学ダルース校（英語版）
- ミネソタ大学ミネアポリス校（英語版）
- モスクワ原子核研究所（英語版）
- パンジャーブ大学（英語版）
- サウスカロライナ大学コロンビア校（英語版）
- サウスダコタ鉱業技術大学（英語版）
- 南メソジスト大学
- スタンフォード大学
- サセックス大学
- テネシー大学ノックスビル校
- テキサス大学オースティン校
- タフツ大学
- バージニア大学シャーロッツビル校
- ウィチタ州立大学（英語版）
- ウィノナ州立大学
- ウィリアム・アンド・メアリー大学

## 経緯
2007年後半、NOνA はアメリカ合衆国エネルギー省の "Critical Decision 2" レビューを通過した。これは、この実験の設計、コスト、スケジュール、科学的目標が大筋で認可されたことを意味する。また、これによりエネルギー省の国会への予算要求に含めることが認可される（NOνA が建設を開始するためには "Critical Decision 3" レビューを通過する必要がある）。 
2007年12月21日、ブッシュ大統領は包括的歳出法案 H.R. 2764 に署名した。この法案では高エネルギー物理学への支出が予測値の7億8200万ドルから8800万ドルカットされた。フェルミラボ の予算は5200万ドルカットされた。この法案には明確に「陽子加速器ベースの物理学への支出枠内には、テバトロン改良計画中の NOνA 計画への支出は含まれない」と記されている。そのため、NOνA 計画はエネルギー省とフェルミラボの両者から認可されているものの、アメリカ合衆国議会は2008年度予算では NOνA に検出器建造および職員の給与、科学的成果追求のための支出を認めていない。しかし、2008年7月に議会を通過し、大統領が署名した補正予算案には NOνA に向けた支出が記載され、実験の継続が認可された。
NOνA 試作型前置検出器 (Near Detector on Surface, NDOS) は11月にフェルミラボにて稼動を始め、NuMI ビームからの初ニュートリノを2010年12月15日に記録した。試作型として、NDOS はユースケースの確立と、後にフェルミラボに設置される前置検出器とミネソタ州アッシュリバー (北緯48度22分45秒 西経92度49分54秒 / 北緯48.37912度 西経92.83164度) に設置される後置検出器に向けた検出器の要素設計の改善点の示唆に貢献した。
NOvA 建屋の建造が完了すると、検出器モジュールの建造が開始された。2012年7月26日、初のモジュールが設置された。モジュールの据付と固定が終わり、検出器ホールが埋まるまでには1年以上を要した。
初検出は2014年2月11日になされ、建造はその年の9月に完了した。本格稼動は2014年10月に開始された。